# 八多喜站
八多喜站（日语：／ Hataki eki */?）是位在日本愛媛縣大洲市、隸屬於四國旅客鐵道（JR四國）的鐵路車站。車站編號為S15。現時只停靠普通列車。
愛媛鐵道時代，曾經設置過同名車站，但位置與現時地並不相同，國鐵化後車站位置搬至現地。

## 車站構造
現時使用中的為第3代車站站舍，屬於簡易式站舍，用來取替國鐵時代所興建的原來站舍，以水泥撘建而成，屋頂以鋅鐵板覆蓋，中央為自由通道，玄關及改札口均設有趟門裝置，左邊為候車室及座椅；右邊為票務處，無人化後，曾經改為業務委託站，但現時連委託也取消了。
第2代的站舍則為木製單站建築，規模和現站舍相近，都是屬於細小類型。售票處和候車室的位置則相反。至於原愛媛鐵道窄軌年代的第1代站舍，則早已不存在。
設有側式月台1個，為列車不可交換月台，有效月台為4輛。在靠近改札口旁再設有候車長櫈一張。洗手間則設於售票處的旁邊，但須先進入月台範圍並繞過售票處後方才可進入。而向春賀站方向的月台末端原另設有貨物列車用月台停泊側軌，但已棄用，路軌已拆走而貨物月台則被雜草所掩蓋。
列車停靠時，往松山方向為右側開門；往伊予大洲方向為左側開門。

### 月台配置
| 路線                    | 方向 | 目的地                       |
| ----------------------- | ---- | ---------------------------- |
| ■予讚線（愛之伊予灘線） | 上行 | 伊予市、松山方向             |
| ■予讚線（愛之伊予灘線） | 下行 | 伊予大洲、八幡濱、宇和島方向 |

## 歷史
- 1918年2月14日：隨愛媛鐵道長濱町站（即現時伊予長濱站）～大洲站（即現時伊予大洲站）開業而啟用。
- 1933年10月1日：愛媛鐵道國有化，改為國鐵屬下車站[4]。
- 1935年10月6日：下灘站至伊予長濱站開通，並改軌道間距，車站搬至現地。予讚本線全線開通。
- 1971年11月6日：車站無人化。
- 1986年3月3日：予讚線新線開通，特急列車改經內子線及新線。
- 1987年4月1日：日本國鐵分割民營化，車站的營運由JR四國繼承。

## 相鄰車站
四國旅客鐵道（JR四國）
■予讚線（愛之伊予灘線）
伊予白瀧（S14）－八多喜（S15）－春賀（S16）